# Planka.nu

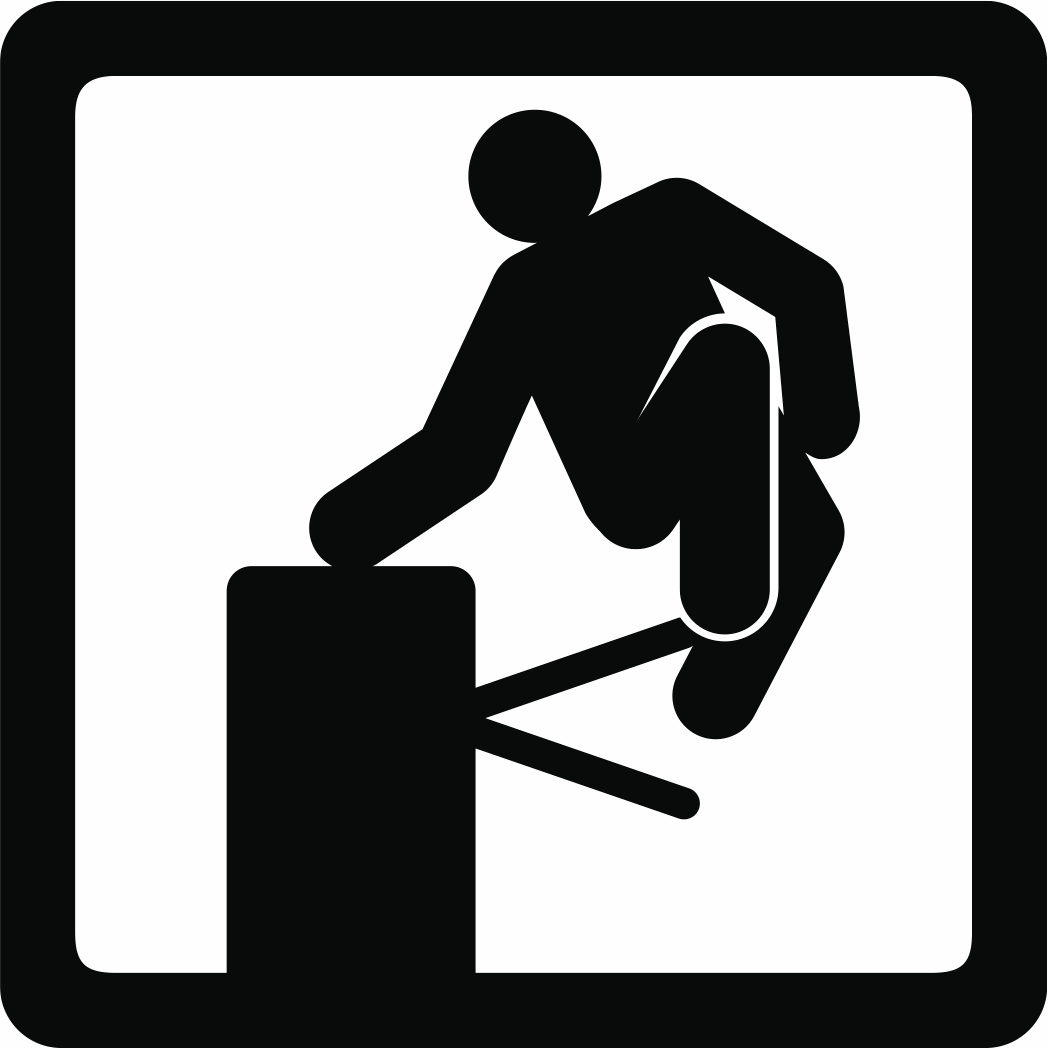
Planka.nu:s logotyp

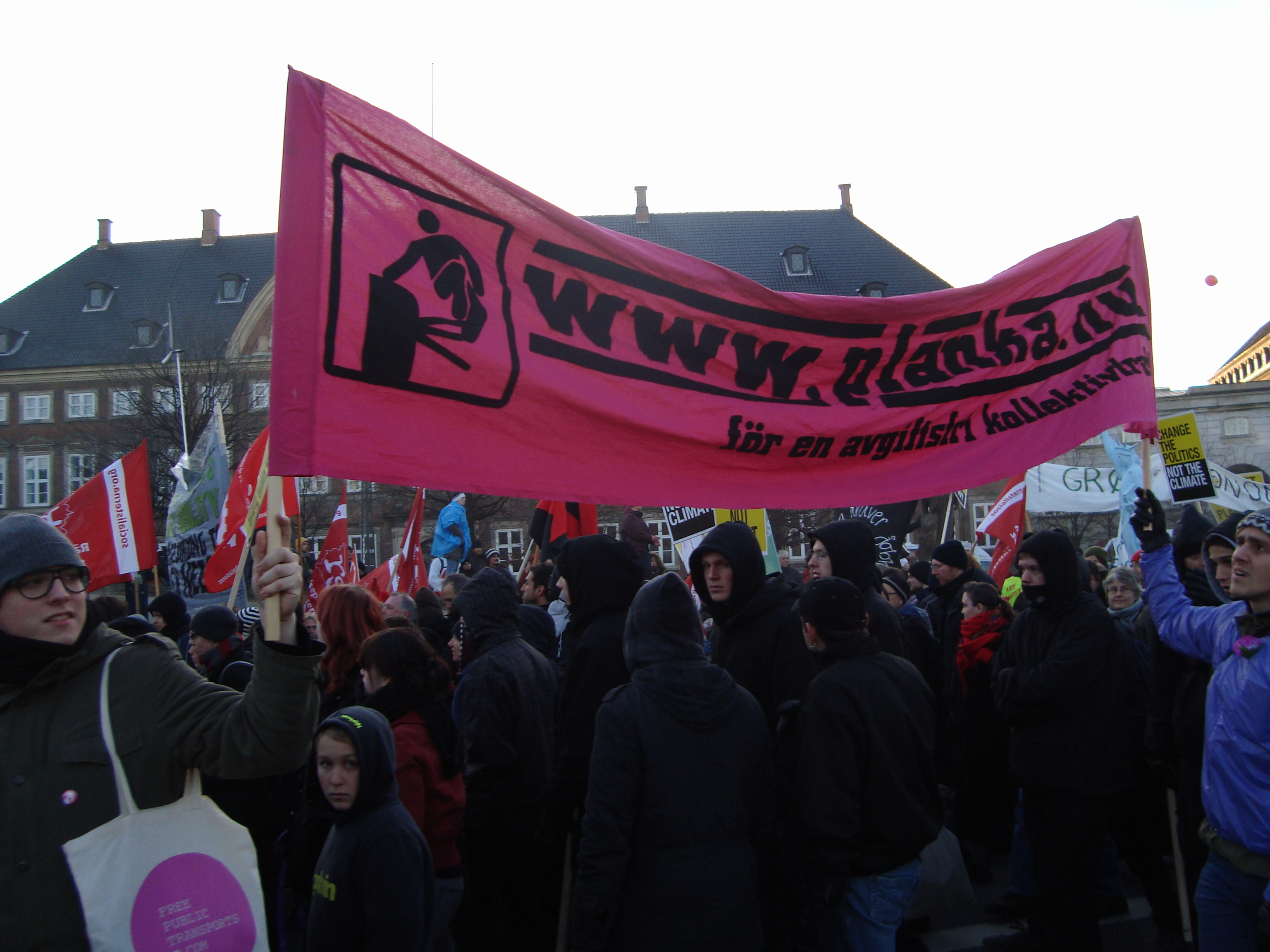
Planka.nu demonstrerar under klimatmötet i Köpenhamn i december 2009.

Planka.nu är ett aktivistnätverk bestående av flera föreningar som arbetar för en utbyggd och helt skattefinansierad kollektivtrafik. Nätverket har även ett flertal gånger kritiserat massbilism i storstäderna. Planka.nu bildades av Syndikalistiska Ungdomsförbundet i Stockholm 2001. De knoppades sedermera av från förbundet och bildade flera avdelningar i olika städer. De har genom åren haft avdelningar och systerorganisationer i Göteborg, Östergötland, Skåne, Oslo och Helsingfors och är i nuläget verksamma i Stockholm och Göteborg.
Nätverket sysslar med opinionsbildning, genom att exempelvis medverka i debatter, skriva insändare och hålla demonstrationer. De har även varit med och blockerat ett motorvägsbygge.
Främsta metod för att främja sitt mål är dock att uppmana till plankning (att resa med kollektivtrafiken utan att köpa biljett), som en form av civil olydnad. Planka.nu underlättar för plankare genom att informera om hur man kan ta sig förbi spärrlinjer och undvika biljettkontroller. Centralt i detta arbete är också den så kallade P-kassan, som en slags försäkringsliknande "bötesfond". En plankare som betalat medlemsavgiften till P-kassan för en viss tidsperiod får i gengäld eventuella tilläggsavgifter från biljettkontrollanter under denna period betalade av Planka.nu, om denna också betalar en mindre självrisksumma. Intäkterna från P-kassan används även för att finansiera resten av nätverkets verksamhet.

## Massplankning
En utmärkande aktionsform för Planka.nu har varit massplankningen, en sorts demonstration förbi tunnelbanespärrarna.
Ibland några dussin och andra gånger hundratals plankare har gemensamt tagit sig igenom spärrarna. Vid de allra flesta massplankningarna har spärrarna öppnats inför aktionen, av SL eller på inrådan av polisen för att allt ska gå smidigt till (eller snabbt vara över). Om inte polisen gör det, så går det att fixa på egen hand. Rädslan för ordningsproblem i samband med massplankningen medför alltså att en mängd andra människor kan passera spärrarna utan att riskera att klämma sig.

## Nolltaxepriset
Nolltaxepriset har delats ut av Planka.nu sedan 2010 och går till den eller de som under året har gjort något eller några av följande: Verkat för en avgiftsfri kollektivtrafik, arbetat för ökat inflytande över kollektivtrafiken för de som reser och arbetar i den, underlättat för avgiftsstrejkande, verkat för en öppnare och mer tillgänglig stad och/eller kollektivtrafik, motverkat övervakning och kontrollsystem av resenärer samt bekämpat trafikmaktordningen.

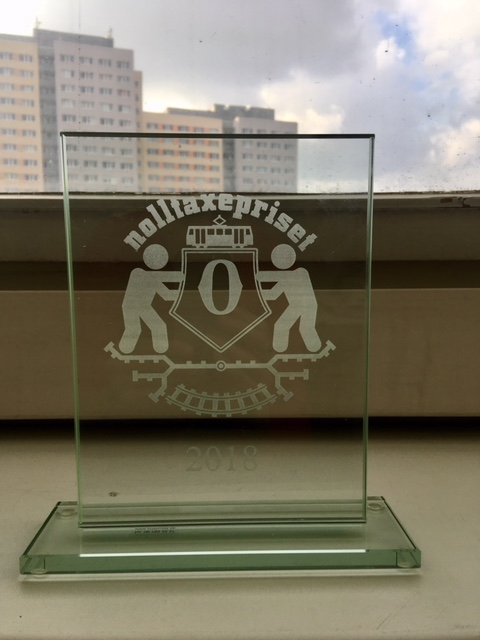
Det fysiska Nolltaxepriset från 2018

- 2010 Sofia Larsson, miljövetare, för uppsats om nolltaxa
- 2011 Kiruna Kommun som inför nolltaxa
- 2012 Tallinn, för folkomröstningen om nolltaxa

- 2013 Karlskoga Kommun för jämställd snöröjning
- 2014 Movimento Passe Livre, nolltaxerörelsen som skakade om Brasilien och fotbolls-VM med sina protester
- 2015 Folkpartiet Liberalerna på Gotland för sitt krav på nolltaxa - och sin välgjorda argumentation
- 2016 Högstadieelever i Halmstad som utrett nolltaxa
- 2017 Lokaltidningarna ETC och Sten Ljunggren
- 2018 Tyska nolltaxeförespråkaren Judith Dellheim
- 2019 Patrice Vergriete, borgmästaren i franska nolltaxestaden Dunkerque
- 2020 Luxemburg – det första landet i världen att införa rikstäckande nolltaxa
- 2021 Ola Brunnström, huvudskyddsombud på Seko
- 2022 Freiheitsfonds, tysk grupp som hjälper plankare ur fängelset
- 2023 Eleverna i årskurs 7 på Skapaskolan i Huddinge
- 2024 Majblommans Riksförbund

## Trafikmaktordningen
Planka.nu har gett ut boken Trafikmaktordningen på förlaget Korpen Koloni. Trafikmaktordningen utgavs 2011 och behandlar infrastrukturpolitik, och argumenterar för att det finns en hierarki bland trafikslagen, med bilen i toppen och kollektivtrafiken, fotgängarna och cyklisterna underst. Hierarkin menas ta sig uttryck i att dessa färdmedel tilldelas olika mycket resurser och plats. Boken gavs ut 2011, förlaget tilldelades 28 000 kr i litteraturstöd från statens kulturråd. Den har även översatts till tyska, engelska och brasiliansk portugisiska.

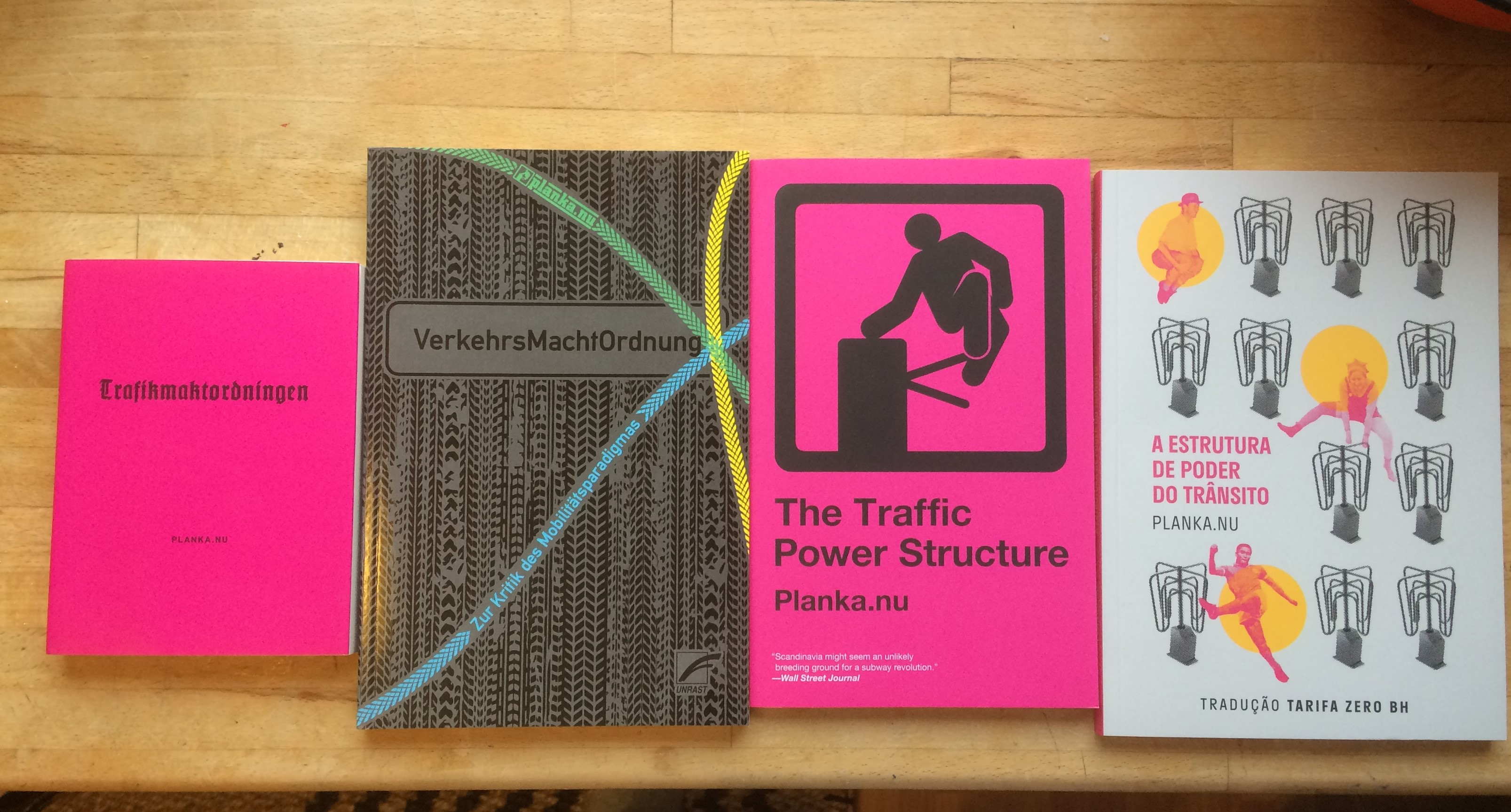
Trafikmaktordningen på fyra olika språk.

En andra bok, Så kom vi över spärrarna, utkom 2018, och handlar om Planka.nu:s historia. Boken ger även tips på vad man som person kan göra för att förändra samhället.

## Kritik
Planka.nu och dess arrangörer har kritiserats av bland annat kollektivtrafikbolag och politiker i respektive stad. Organisationen har polisanmälts för uppvigling av Storstockholms Lokaltrafik (SL), Västtrafik och Östgötatrafiken som menar att nätverkets verksamhet är olaglig. Inget av fallen gick till domstol. Själva anser Planka.nu att deras verksamhet inte strider mot gällande lagstiftning.

I Stockholm hamnade Stockholms Universitets Studentkårs styrelse i blåsväder år 2004 efter att de först upplåtit lokaler till ett möte för organisationen och sedan, efter kritik, portat dem. Samma år lanserade Centerns Ungdomsförbund kampanjen Plundra.nu där argument samlades: 
Tänk om alla tog mjölk i butiken och gick hem utan att betala. 

Hur klarar sig handlaren då? Vad händer med mjölkkossan Rosa?
Vissa kritiker anser att fuskåkande leder till minskade resurser och högre kostnader för kollektivtrafiken, vilket måste kompenseras med högre biljettpriser för dem som faktiskt betalar. Planka.nu hävdar å sin sida att de som plankar inte har råd att betala dagens biljettpriser, samt att prishöjningar bara leder till ökat fuskåkande.